# Munsala

Munsalas kommunvapen från tiden när Munsala var en självständig kommun.

Munsala är en tidigare kommun och numera del av Nykarleby stad. Munsala kommun sammanslogs med Nykarleby 1 januari 1975. Munsala är även namnet på kyrkbyn i den tidigare kommunen.
Munsala kommunvapen bygger på ett ideförslag av högstadielektorn Lars Pensar, vilket heraldiskt utformats av Gustav von Numers, och det godkändes av kommunalfullmäktige den 16 mars 1965.

## Historia
På medeltiden utgjorde Munsala den nordligaste delen av Mustasaari kyrksocken. Det tidigaste omnämnandet av ett ortsnamn i Munsala gjordes 1440. Då fastställde lagmannen Olof Svärd rågången mellan Kvevlax och Veikars i dåvarande Mustasaari socken. Bland synmännen återfinns "Jöns j Mona", det vill säga Monå. Kantlax ("Camtelaxe") omnämns 1485 i samband med att ett arv skiftades. Ortnamnet Munsala återfinns i ett bevarat dokument från år 1540, då med stavningen "Modensal".
Munsalas vita gråstenskyrka byggdes år 1777-92 (C. F. Adelcrantz). Den orgel som används i kyrkan är den äldsta, ännu använda, orgeln i Finland.[källa behövs]
Munsalas folkdräkt anses vara en av de vackraste folkdräkterna i Finland och används ofta vid festliga tillfällen (benämns ofta som Finlands nationalfolkdräkt).[källa behövs]

## Idrott
I Munsala finns fotbollsföreningen Munsala United,  friidrottarnas förening Munsala IFK och ishockeylaget MuIK.

## Ortnamn
Några byar och bydelar inom kommundelen är Dammskata, Gunilack, Harjux, Hirvlax, Jussila, Kantlax, Kåtaholm, Laggnäs, Monå, Monäs, Munsala kyrkby, Ollant, Pelat, Peltmo, Pensala, Rank, Skrivars, Storsved, Vexala. Här finns också djuphamnen Kanäs, halvön Frösön, udden Klubbskatan, öarna Jöusan, fyrsamhället Stubben, Svartörarna samt fjärden Monåfjärden.

## Kända personer
Skol- och tidningsmannen Anders Svedberg var från Munsala, liksom poeten Kurt Högnäs. Författarna Johan Jakob, Evert och Lars Huldén kommer från Nörråkers i Monå.
Skådespelaren Richard Dean Anderson, känd från MacGyver, har påbrå från Munsala.